# Рипаоли (Перуђа)
Рипаоли је насеље у Италији у округу Перуђа, региону Умбрија.
Према процени из 2011. у насељу је живело 31 становника. Насеље се налази на надморској висини од 272 м.